# Uberto Mori
Uberto Mori (ur. 28 stycznia 1926 w Modenie; zm. 6 września 1989 w Pawie) – włoski Sługa Boży Kościoła katolickiego.

## Życiorys
W dniu 14 kwietnia 1952 roku ożenił się z Gildą Cavedoni; z tego związku miał czworo dzieci. W 1959 roku ukończył studia w zakresie inżynierii, a także był profesorem uniwersytetu. Był założycielem Grupy Mori. Zmarł 6 września 1989 roku w opinii świętości. W dniu 7 grudnia 1997 roku rozpoczął się jego proces beatyfikacyjny.